# Dies Janse
Dies Janse (Goes, 17 de enero de 2006) es un futbolista neerlandés que juega de defensa en el F. C. Groningen de la Eredivisie.

## Primeros años
Nació en Goes en la Provincia de Zelanda, donde jugó en VV Kloetinge y JVOZ antes de fichar por el Sparta de Róterdam en 2018. Se incorporó a la academia del Ajax de Ámsterdam en 2020.

## Trayectoria
Debutó con el Jong Ajax en la Eerste Divisie en agosto de 2023 contra el S. C. Cambuur como sustituto de Rida Chahid en la segunda parte. Ese mes firmó un contrato de tres años con el club. Marcó su primer gol en la liga profesional el 15 de diciembre de 2023 contra el Jong PSV.

## Vida personal
Su hermano Rijk es un portero que ingresó en la academia del NEC Nimega en 2023.

## Estadísticas

### Clubes
Actualizado al último partido disputado el 8 de noviembre de 2024.
| Club                             | Div.          | Temporada     | Liga  | Liga  | Copas nacionales | Copas nacionales | Copas internacionales | Copas internacionales | Total | Total |
| Club                             | Div.          | Temporada     | Part. | Goles | Part.            | Goles            | Part.                 | Goles                 | Part. | Goles |
| -------------------------------- | ------------- | ------------- | ----- | ----- | ---------------- | ---------------- | --------------------- | --------------------- | ----- | ----- |
| Jong Ajax · Países Bajos         | 2.ª           | 2023-24       | 12    | 1     | —                | —                | —                     | —                     | 12    | 1     |
| Jong Ajax · Países Bajos         | 2.ª           | 2024-25       | 8     | 0     | —                | —                | —                     | —                     | 8     | 0     |
| Jong Ajax · Países Bajos         | Total club    | Total club    | 20    | 1     | 0                | 0                | 0                     | 0                     | 20    | 1     |
| Ajax de Ámsterdam · Países Bajos | 1.ª           | 2024-25       | 2     | 0     | 0                | 0                | 0                     | 0                     | 2     | 0     |
| Ajax de Ámsterdam · Países Bajos | Total club    | Total club    | 2     | 0     | 0                | 0                | 0                     | 0                     | 2     | 0     |
| Total carrera                    | Total carrera | Total carrera | 22    | 1     | 0                | 0                | 0                     | 0                     | 22    | 1     |